# Hugh Price
Hugh Price (* um 1495 in Brecon, Wales; † 1574) war ein Jurist und Gründer des Jesus Colleges in Oxford.

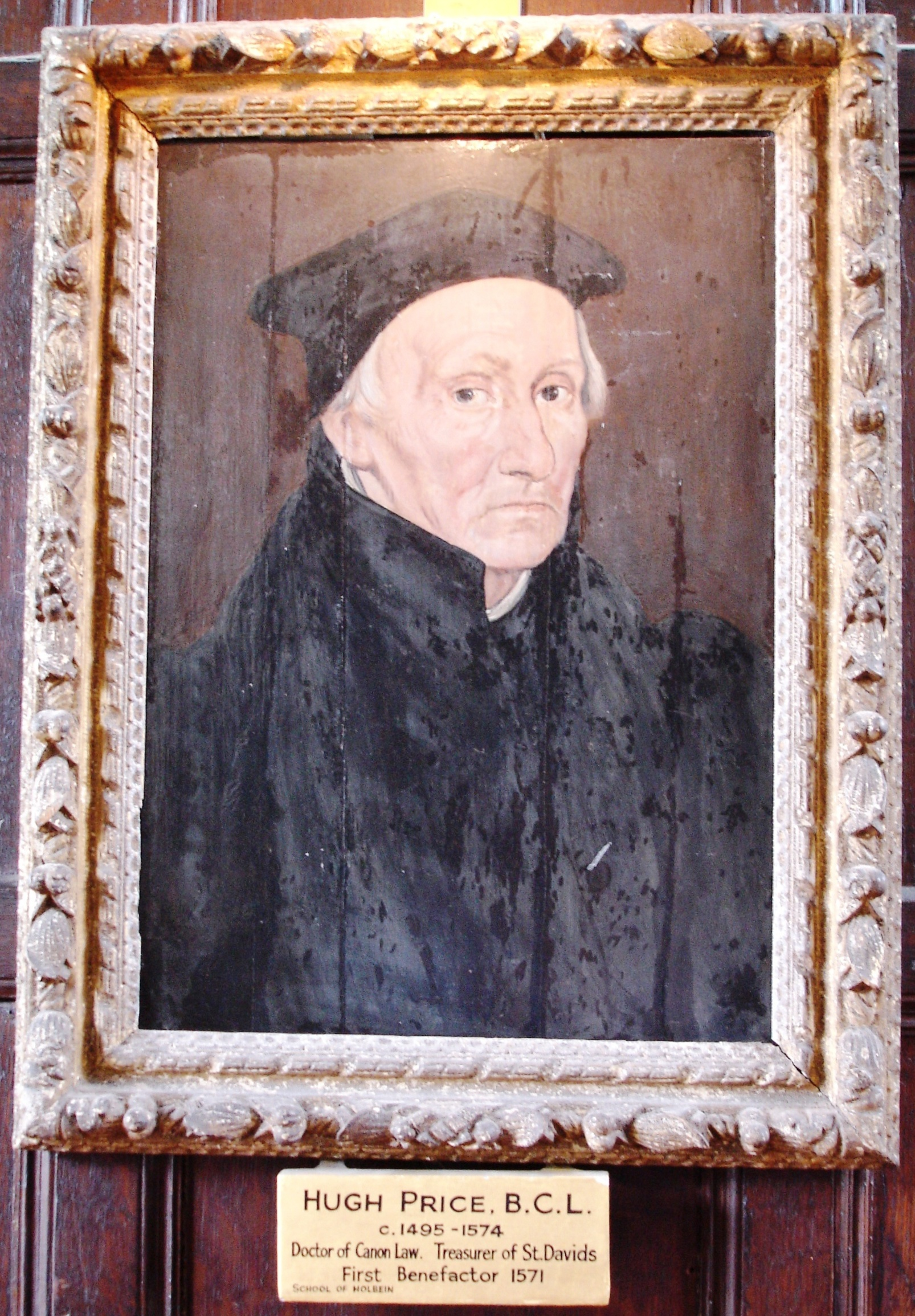

Price wurde in Brecon, Wales als Sohn eines Metzgers geboren. Er studierte in Oxford. Im Jahre 1571 bat er Elisabeth I. formell um die Gründung des Jesus College. Für den Bau des Colleges stellte er das Geld zur Verfügung.
Bei seinem Tod hinterließ er dem College neben Büchern auch 100 Pfund. Des Weiteren sollte das College weitere 60 Pfund jährlich bekommen unter der Bedingung, dass er weiter als Gründer des Colleges genannt wird.